# Beleg van Geertruidenberg (1593)

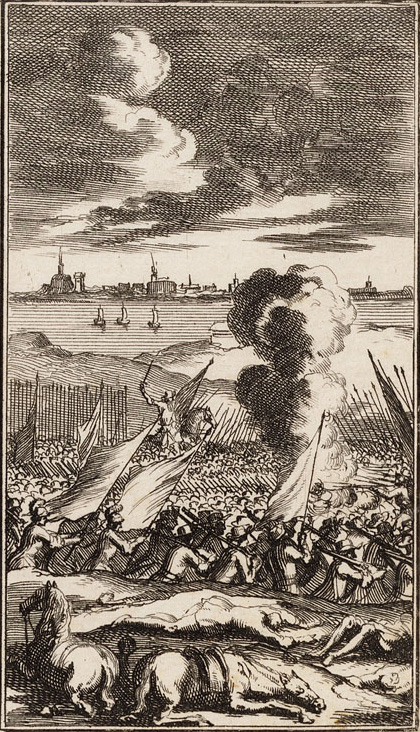
Het beleg in 1593

Het Beleg van Geertruidenberg was een belegering van de stad Geertruidenberg tijdens de Tachtigjarige Oorlog onder leiding van Maurits van Nassau, de latere prins van Oranje. Na een twee maanden durende strijd gaf de stad zich op 24 juni 1593 over aan de Staatse troepen. Bij de belegering maakte Maurits gebruik van een circumvallatielinie die op water werd doorgezet met een ketting van oorlogsschepen. De overwinning zou Maurits de nodige roem bezorgen.

## Aanloop naar het beleg
Geertruidenberg was in 1573 voor het eerst in handen gekomen van de Staten-Generaal. De Spanjaarden kregen de stad echter in 1589 terug in handen, doordat zij Engelse troepen die in dienst waren van de Staten-Generaal een geldbedrag gaven. Datzelfde jaar begon een periode waarin de Staten-Generaal grote successen behaalde onder leiding van Maurits. Tijdens deze periode, achteraf de Tien Jaren genoemd, heroverde Maurits grote delen van Oost- en Noord-Nederland. In 1591 werd er al een eerste maal door met name de Zeeuwse afgevaardigden in de Staten-Generaal aangedrongen op een aanval op Geertruidenberg. Destijds werd er echter verrassend voor Nijmegen gekozen, dat na een kort beleg werd ingenomen. In 1592 werd er door de Zeeuwse afvaardiging wederom aangedrongen op een belegering van Geertruidenberg, maar ditmaal werd er gekozen van een afsnijding van Groningen en werden de steden Steenwijk en Coevorden belegerd en veroverd. In 1593 werd er uiteindelijk wel voor een belegering van Geertruidenberg besloten. De omschrijving die er destijds bij werd gegeven was: missende van haer geheele lichaem dese enighe stadt, waer aen het feylde, dat haeren tuyn niet 't eenemael ghesloten was. Een relatief voordeel voor de Staatse troepen was dat Alexander Farnese, hertog van Parma, en aanvoerder van het Leger van Vlaanderen, het jaar ervoor overleden was. De stad was echter een sterke vestingstad.
Als afleidingsmanoeuvre zond de Republiek Filips van Nassau naar Luxemburg. Hierdoor zou landvoogd Mansfeld, tevens stadhouder van Luxemburg, naar het zuiden van de Nederlanden gelokt moeten worden, waardoor Maurits tijd had om de enige stad in Holland die in Spaanse handen was, te kunnen verrassen. De verrassing mislukte, maar Maurits had voldoende tijd om zich te verschansen bij Geertruidenberg. Hierdoor won Maurits kostbare tijd. Mansfeld had daarnaast voor het beleg een aantal vendels naar Groningen gestuurd. Na de veroveringen van Steenwijk en Coevorden door de Staatse partij wilden de Friezen Groningen belegeren. Omdat de Staten-Generaal anders had besloten, stuurden de Friezen als teken van protest geen troepen naar Geertruidenberg. Doordat de Friese troepen niet verplaatst werden en de Spaanse troepen dit opmerkten, kregen de Spanjaarden de indruk dat Groningen het doel zou zijn in 1593.

## Belegering
Om de voorraden in de stad te beperken, werd in de winter van 1592 op 1593 de bevoorradingsschepen en voertuigen zo veel mogelijk gedwarsboomd. Ondanks deze ondernemingen, verwachtte het Spaanse leger in de winter nog een aanval op 's-Hertogenbosch. Op 27 maart 1593 kwam Maurits met zijn troepen aan bij Geertruidenberg. Oorlogsschepen liet hij een halve cirkel vormen om Geertruidenberg heen, die onderling verbonden waren met sterke kabels. Door de afsluiting kon de stad niet meer over het water bevoorraad worden. Op het land werden diverse schansen aangelegd, waardoor Geertruidenberg ook over land was afgesloten. Naast schansen werden allerlei waterhuishoudkundige werken aangelegd, zoals molens en dijken, om zo weerstand te kunnen bieden tegen een mogelijke inundatie van het gebied. Alle werken werden door de soldaten zelf aangelegd en om deze te motiveren, werd een premie in het vooruitzicht gesteld. Dit gold eveneens voor het werken op risicovolle plaatsen. De werken waren zo goed aangelegd, dat het sterker was dan menig vestingstad. Maurits diende voor Geertruidenberg eerst nog het fort Steelvliet (ook wel: Steelhoven) te veroveren, omdat de enige weg naar de stad langs dit fort liep. Na gevechten die vijf dagen duurden, had Maurits dit fort ook in handen. Hierbij had Maurits het voordeel dat een ontzettingsleger nog niet in aankomst was. Op de schansen rondom Geertruidenberg stonden 100 kanonnen. De kampen van de Staatse soldaten werden ondertussen druk bezocht door mensen van buitenaf om hun waar te verkopen of het kamp te bekijken. Hieronder was onder meer Louise de Coligny, de vierde vrouw van Willem van Oranje. De bezoekers hoefden niet te vrezen voor de soldaten, omdat Maurits een stevige krijgstucht had ingesteld.
Doordat Maurits zijn soldaten extra had gemotiveerd om schansen aan te leggen, was het leger van Maurits voldoende verschanst op het moment dat een ontzettingsleger, onder leiding van Peter Ernst I van Mansfeld, arriveerde. Dit leger was in Brussel zo snel mogelijk geformeerd. Mansfeld riep zelfs zijn zoon, Karel van Mansfeld, dat met een leger bijstand moest bieden in Frankrijk, terug, om zo zijn eigen leger aan te vullen. Het leger bestond uit circa 8000 man voetvolk en nog eens 1500 ruiters. Dit leger had nog groter kunnen zijn, wanneer een deel van het Spaanse leger niet zou gaan muiten en zich naar Henegouwen zou begeven. Mansfeld stuurde bij aankomst bij Geertruidenberg een trommelslager naar Maurits, die een boodschap moest overbrengen, waarmee hij Maurits probeerde uit te dagen. Maurits antwoordde hierop dat de reden was dat hij net zo'n grote veldheer wilde worden als Mansfeld. Het Staatse leger was onderwijl aangevuld met Friese troepen, die alsnog gestuurd waren. Mansfeld liet zijn soldaten diverse prikacties uitvoeren op de Staatse stellingen, maar daaruit bleek dat het Staatse leger zich sterk had verschanst en dat hij met zijn troepen buiten Geertruidenberg moest blijven wachten. Al tijdens het aanleggen van de schansen had het hevig geregend, waardoor de gronden rondom de stad drassig waren geworden. Bij het graven van approches (loopgraven) naar de stad toe, ondervond het Staatse leger hier veel hinder van. Na een belegering van drie maanden gaf de stad zich op 24 juni 1593 over aan Maurits.

## Nasleep
Door het veroveren van Geertruidenberg waren de wateren rond Holland en Zeeland in handen van de Staten-Generaal, waardoor zij daar vrijelijk konden varen. De Friezen spoorden de Staten-Generaal aan om na het succes bij Geertruidenberg het leger over te brengen naar Groningen. Echter, doordat in Frankrijk sprake was van een wapenstilstand, kon Mansfelt in de Republiek beschikken over een groot leger. Maurits was hierdoor gedwongen om in het zuiden van de Republiek te blijven om zo de Spaanse troepen af te houden. Het volgend jaar werd Groningen veroverd tijdens de Reductie van Groningen.
De verovering van Geertruidenberg was voor vele buitenlandse vorsten de bevestiging omtrent Maurits' kwaliteiten van legeraanvoerderschap. De Friese stadhouder, en eveneens neef van Maurits, Willem Lodewijk van Nassau-Dillenburg, roemde de overwinning van Maurits met de woorden: "Gij hebt in een merkwaardig voorbeeld bewezen, dat methode en arbeid in den oorlog het ruwe geweld te boven gaan; uwe belegering brengt de oude krijgskunde" en verder: "Deze overwinning wordt terecht een tweede Alesia genoemd en het gedeeltelijk herstel van de oude art en science militaire." Maurits had de Romeinse krijgskunst uitvoerig bestudeerd en probeerde onderdelen daarvan te kopiëren naar zijn leger, waaronder de circumvallatielinie.